# Jean-François Gail
Pour les articles homonymes, voir Gail.
Jean-François Gail, né le 28 octobre 1795 à Paris, où il est mort le 21 avril 1845, est un helléniste, parolier et librettiste français.

## Biographie
Issu de l’union de l’helléniste Jean-Baptiste Gail avec la compositrice, de 20 ans sa cadette, Sophie Gail, Jean-François Gail a fait ses études au collège Louis-le-Grand, d'où il est sorti en 1813.
Entré cette même année au Pensionnat normal, il en est sorti en 1818 et nommé professeur d’histoire à l’École militaire de Saint-Cyr. En 1820, il a quitté ce poste pour celui de suppléant de son père au Collège de France et professer l’histoire au collège Saint-Louis.
En 1819, ayant concouru pour le prix de l’Académie des Inscriptions, il a partagé le prix avec le bibliothécaire de la ville de Paris, Pierre-Nicolas Rolle. Son mémoire est paru sous le titre de : Recherches sur la nature du culte de Bacchus en Grèce, etc.; Paris, 1821, in-8°. Dès lors, la géographie ancienne a été le but de toutes ses études, et sa Dissertation sur le Périple de Scylax, etc., Paris, 1825, in-8°, a été le prélude de la vaste entreprise à laquelle l’ont décidé les conseils de quelques amis éclairés.
La collection d’Oxford de John Hudson connue sous le nom de Petits Géographes Grecs (Geographicae Veteris Scriptores Graeci minores) étant devenue rare, Gail a voulu reproduire ce vaste et riche répertoire et le rendre encore plus utile à la science en le mettant au courant des connaissances et de la critique modernes. Il en a commencé, en 1826, la publication, sous le titre de Geographi Græci minores ; Hudsonianæ editionis integras cum Dodwelli dissertationibus edidit suasque et variorum adjecit, textum denuo recensuit, versionem latinam recognovit J.-F. Gail, Paris, 1828-31, 3 vol. in-8°. Trois volumes seulement, contenant les Périples d’Hannon et de Scylax, des fragments de Dicearque et de Scymnus de Chio, le Stadiasme de la Méditerranée, et les deux Périples anonymes du Pont-Euxin, ont paru. Le monde savant, qui avait fait un accueil mérité à cette importante publication, fruit de longues recherches, toujours érudites et souvent heureuses, regrette encore que la mort prématurée de l’éditeur l’ait laissée incomplète.
En même temps qu’il poursuivait cette laborieuse tâche, Gail a encore rendu un éminent service à la littérature grecque en donnant aux écoles un ouvrage qui lui manquait pour l’enseignement supérieur et approfondi de la langue d’Homère, en entreprenant, avec son ami Edme-Paul-Marcellin Longueville (d), et en publiant à ses frais la traduction de la Grammaire raisonnée de la langue grecque par Auguste Matthiæ, traduite sur la seconde édition, Paris, 1831-1842, 3 vol. in-8°. Ce petit nombre d’ouvrages, auxquels il faut ajouter sa Lettre à M. Osann, contenant l’examen de plusieurs passages d’auteurs grecs, Paris, 1830, in-8°, est tout ce que Gail a laissé comme érudit, mais leur importance lui assigne un rang distingué parmi les savants, et leur utilité lui donne des titres à la reconnaissance des spécialistes des lettres classiques.
Musicien et poète, il s’est également fait remarquer dans le monde musical par quelques compositions sur des motifs d’airs italiens et allemands et par des productions poétiques gracieuses et faciles. On lui doit notamment de nombreuses paroles pour les chansons de Luigi Cherubini et le livret de la cantate Sardanapale pour Hector Berlioz (1830), la dernière des quatre tentatives de ce dernier pour le prix de Rome. Son texte pour la cantate du prix de Rome d’Hippolyte-Raymond Colet (l’Entrée en Loge, 1834) s’est également traduit par un succès pour ce compositeur. Dans ses Réflexions sur le goût musical en France, Paris, Paulin, 1832, in-8°, il critique les compositeurs français éblouis par le succès de Gioachino Rossini et tentés de l’imiter. Une analyse de cette brochure se trouve dans le douzième volume de la Revue musicale. Il a également écrit quelques articles non signés concernant la musique dans les journaux.
Il a contribué, par sa critique fine et son gout exercé, à la publication et au succès de plusieurs recueils périodiques, tels que Le Voleur, Le Journal des Enfants, etc. Sa mort prématurée lui a à peine laissé le temps de terminer une traduction en vers du fabuliste Babrius, qui a été publiée, après sa mort, par son ami Longueville, sous le titre de Fables de Babrius traduites en vers français, Paris, A. Pillon, 1846, in-12.